# Can Gaig (fonda)
Can Gaig era una fonda situada al carrer de Dolça, 4 (actual passeig de Maragall), a l'entrada de la vila d'Horta.

## Història i descripció
El 1869, Andreu Gaig i Torelló i la seva esposa Antònia Borràs i Marí van comprar l'establiment per a obrir una taverna i un abeurador per als cavalls. El trànsit de tartanes i carros que anaven i venien de Barcelona per la carretera d'Horta era considerable, i els traginers hi feien parada per a esmorzar de forquilla.
El 1907 se'n féu càrrec el fill Frederic, amb la seva mare ja vídua, ampliant l'establiment amb habitacions d'hostes. Antònia Borràs morí el 1940. Josep Gaig, fill de Frederic, regentà l'hostal acabada la Guerra Civil, ampliant el negoci, tot i que el 1953 se suprimí el servei d'hostes, mantenint el restaurant casolà. El 1975 el seu fill Carles Gaig i Framis es féu càrrec del negoci i va donar un impuls convertint-lo en el Restaurant Gaig, obtenint una estrella Michelin el 1993. El 2004 el restaurant va tancar i es va traslladar a l'hotel Cram, a l'Eixample de Barcelona.